# Gmina Markušica
Gmina Markušica (chorw. Općina Markušica, serb. Општина Маркушица) – gmina w Chorwacji, w żupanii vukowarsko-srijemskiej. W 2011 roku liczyła  2555 mieszkańców.